# Rodzina Milcarków
Rodzina Milcarków – polski dramat obyczajowy z 1962 roku w reżyserii Józefa Wyszomirskiego. Adaptacja sztuki Jerzego Lutowskiego pt. Wzgórze 35. 

## Fabuła
Śląsk podczas III powstania. Niemiec Kurt i Polka Barbara stanowią zgodne i kochające się małżeństwo dopóki w ich życie nie wtrąci się polityka, tj. działania dwóch rywalizujących ze sobą stronnictw narodowościowych (Polaków i Niemców). Kurt, były członek nacjonalistycznych bojówek niemieckich, otrzymuje rozkaz zatopienia kopalni, którą mają przejąć Polacy. Jest to dla niego olbrzymi dylemat moralny – z jednej strony nie chce się angażować w żadne "polityczne awantury", z drugiej rozumie, że przed bezwzględnymi przełożonymi z "dawnych czasów" nie da się uciec. Jego wybór kończy się tragicznie – w momencie zapalania ładunków wybuchowych w sztolni, osaczony przez Polaków popełnia samobójstwo.

## Obsada aktorska
- Aleksandra Zawieruszanka – Barbara Henke
- Janusz Ziejewski – Paweł Milcarek, ojciec Barbary
- Krzysztof Chamiec – Kurt Henke, mąż Barbary
- Stanisław Niwiński – Karol Milcarek, brat Barbary
- Mieczysław Czechowicz – Hyzik
- Aleksander Dzwonkowski – Pyrek
- Wanda Łuczycka – Pyrkowa
- Jerzy Kaczmarek – Francek Drewniok
- Józef Kondrat – generał Henri Le Rond
- Jan Kreczmar – Wojciech Korfanty
- Igor Śmiałowski – pułkownik Harold Percival
- Jadwiga Andrzejewska – Magdusia, gospodyni księdza
- Bernard Krawczyk – epizod
- Henryk Maruszczyk – dowódca polskiej placówki wojskowej
- Józef Łodyński – Kaniok
- Wiktor Nanowski – porucznik
- Marian Nowicki – dyrektor kopalni
- Janusz Paluszkiewicz – człowiek w piwiarni
- Edward Szupelak-Gliński – ksiądz (dubbing Ignacego Machowskiego)
- Zdzisław Szymański – powstaniec
- Janusz Kłosiński – epizod
- Andrzej Krasicki – powstaniec
- Franciszek Trzeciak – powstaniec

## Produkcja
Film anonsowany był (pierwsze informacje z planu zdjęciowego) w prasie branżowej pod tytułem powieści na podstawie której powstał – Wzgórze 35. Reżyser – Józef Wyszomirski – przeniósł na ekran filmowy sztukę, którą przedtem wystawiał na deskach Teatru im. Wyspiańskiego w Katowicach. 
Film, już pod właściwym tytułem, miał swoją premierę w kinach polskich w październiku 1962 roku. 
Spotkał się z oschłym przyjęciem krytyków. Zarzucano mu schematyzm, brak rysunku psychologicznego bohaterów i słabo określone motywy ich działania oraz zbyt słabe wykorzystanie "klimatu Śląska" ("zamiast gwary śląskiej – kawiarniana polszczyzna").   
Film był kręcony w atelier Łódzkiej Szkoły Filmowej, w Czerwionce-Leszczynach k. Rybnika i na terenie kopalni Dębieńsko.